# Necremnus
Necremnus is een geslacht van vliesvleugeligen uit de familie Eulophidae. De wetenschappelijke naam van dit geslacht is voor het eerst geldig gepubliceerd in 1878 door Carl Gustaf Thomson.

## Soorten
Het geslacht Necremnus omvat de volgende soorten:
- Necremnus alticola Graham, 1986
- Necremnus artynes (Walker, 1839)
- Necremnus bahamiensis Kerrich, 1969
- Necremnus breviramulus Gahan, 1941
- Necremnus californicus (Girault, 1917)
- Necremnus capitatus Boucek, 1959
- Necremnus comptus Gahan, 1941
- Necremnus cosconius (Walker, 1839)
- Necremnus croton (Walker, 1839)
- Necremnus curtus Storozheva, 1989
- Necremnus cyriades (Walker, 1847)
- Necremnus flagellaris Askew, 1992
- Necremnus folia (Walker, 1839)
- Necremnus fumatus Graham, 1983
- Necremnus fumipennis Yefremova, 2007
- Necremnus hungaricus (Erdös, 1951)
- Necremnus iphinoe (Walker, 1847)
- Necremnus kozlovi Storozheva, 1989
- Necremnus leucarthros (Nees, 1834)
- Necremnus metalarus (Walker, 1839)
- Necremnus norvegicus Hedqvist, 1982
- Necremnus oregonensis Gahan, 1941
- Necremnus phaeochromus Storozheva, 1989
- Necremnus plumiferae Boucek, 1974
- Necremnus propodealis Boucek, 1959
- Necremnus purpurascens (Walker, 1874)
- Necremnus rugulosus Delucchi, 1962
- Necremnus silvae Storozheva, 1995
- Necremnus stylatus Askew, 2001
- Necremnus taigensis Storozheva, 1995
- Necremnus tidius (Walker, 1839)